# Ronchis
Ronchis (Roncjis in friulano) è un comune italiano di 1 945 abitanti del Friuli-Venezia Giulia.

## Storia

### Origini del centro abitato (XIII secolo)
La frequenza del toponimo Ronchis, in Friuli, rende difficili da rintracciare le prime menzioni del comune nei documenti storici. Il nome del comune deriva dal verbo latino runcare, ovvero "disboscare". Può anche essere collegato al termine friulano ronc, che sta ad indicare un terreno messo in cultura dopo disboscamento.
La prima apparizione del toponimo che si riferisca indiscutabilmente al comune data del 1º agosto 1261. Si trova in un patto doganale tra il conte di Gorizia e il signore di Venzone, Glizoio di Mels, relativo al commercio del sale veneziano nel porto di Latisana. La villa di "Roncha" è citata tra le località esentate dal dazio sul sale ma tenute a mantenere in stato la strada per Venzone.
Il fatto che la località sia chiamata una "villa" sottintende che già da più decenni conoscesse un certo sviluppo. Difatti, Ronchis godeva al tredicesimo secolo di una posizione strategica: a prossimità non solo del fiume Tagliamento, irrorato da discreti flussi commerciali a destinazione di Latisana, ma anche delle vie commerciali che seguivano l'itinerario dell'antica via Annia.

### Dominazione veneziana e dipendenza da Latisana (XV-XVIII)
Alla caduta dello stato patriarcale, Ronchis entra a far parte della Repubblica di Venezia. L'abitato non gode dell'autonomia amministrativa: si tratta di una vicinia aggregata al feudo di Latisana. Questa situazione perdura dal XV agli inizi del XIX secolo. Nel 1781 iniziano i lavori di costruzione dell'attuale campanile.

### Il periodo napoleonico: molteplici riordinamenti amministrativi (1797-1814)
La Serenissima cessa di esistere il 5 maggio 1797, per volere di Napoleone il cui esercito aveva occupato la regione al corso dello scontro tra la neonata Repubblica francese e l'impero d'Austria. Il Friuli a sinistra del Tagliamento è provvisoriamente diviso in distretti; Ronchis appartiene al quinto, il cui capoluogo è Latisana. Sin dall'anno seguente però l'abitato passa sotto dominazione austriaca ai termini del trattato di Campoformido. Nel novembre del 1805 tornano i Francesi, che istituiscono il dipartimento di Passariano. Ronchis ne fa parte, ma resta dipendente da Latisana.

### Ronchis nel Lombardo-Veneto: l'autonomia amministrativa conquistata
Il Congresso di Vienna sancisce la cessione all'Austria degli ex-domini veneziani. Nel 1815 è istituito il regno lombardo-veneto, del quale Ronchis fa parte in qualità di "comune amministrativo", assieme alla "frazione aggregata" di Fraforeano. È considerato un comune di terza classe, ossia nel quale si trovano meno di 300 possidenti. Il censimento del 1821 rivela che i suoi abitanti sono allora 788. Questo numero aumenterà notevolmente durante il periodo austriaco, giungendo a 1 547 abitanti secondo il censimento del 1867.
Il primo Ottocento è inoltre contrassegnato da una radicale mutazione dell'assetto fondiario, in seguito alla legge imperiale del 1839 che prevede l'abolizione dei terreni comunali. Si trattava di campi di proprietà del comune che potevano essere utilizzati da tutti gli abitanti, specie per il pascolo del bestiame. Attribuendoli a privati, si intendeva sopprimere il pascolo vago (dannoso per le colture, dato che il bestiame semi-libero rischiava di penetrare nei campi) e risanare le finanze dei comuni. La ripartizione dei terreni avvenne a Ronchis nel 1843, mediante estrazione a sorte. Benvenuto Castellarin individua tre effetti di questa riforma: aumento delle superfici coltivate, ma in compenso calo dell'allevamento di bestiame e fine di quella particolare forma di cooperazione che imponeva la proprietà collettiva delle terre.

### Ronchis italiana: dal 1866 ad oggi
Ronchis entra a far parte del regno d'Italia nel 1866, al termine della terza guerra d'indipendenza. Il plebiscito è festeggiato con un Te deum, discorsi in piazza e il gioco della cuccagna.
La fine dell'Ottocento è contrassegnata da numerosi lavori nel comune: nel 1899 è aperto il primo ufficio postale, mentre l'anno successivo iniziano lavori per innalzare di dieci metri il campanile. Le scuole elementari sono inaugurate nel 1911, mentre in 1912 arriva la corrente elettrica.
Il comune subisce l'occupazione austriaca durante la prima guerra mondiale a seguito della rotta di Caporetto. Gli sfollati sono oltre 300; inoltre le campane vengono asportate dalle truppe imperialregie.
Agli inizi degli anni 50, il comune è ancora lontano dal suo aspetto attuale e per certi versi poco sviluppato. Bisogna aspettare per esempio il 1965 per che vengano asfaltate le strade interne e per che l'acqua corrente arrivi nelle case degli abitanti.

### Simboli
Lo stemma e il gonfalone sono stati concessi con DPR del 25 febbraio 1970.
Stemma
(Art. 6 c. 1 dello Statuto comunale)
Gonfalone
(Art. 6 c. 2 dello Statuto comunale)

### Chiesetta di Santa Libera

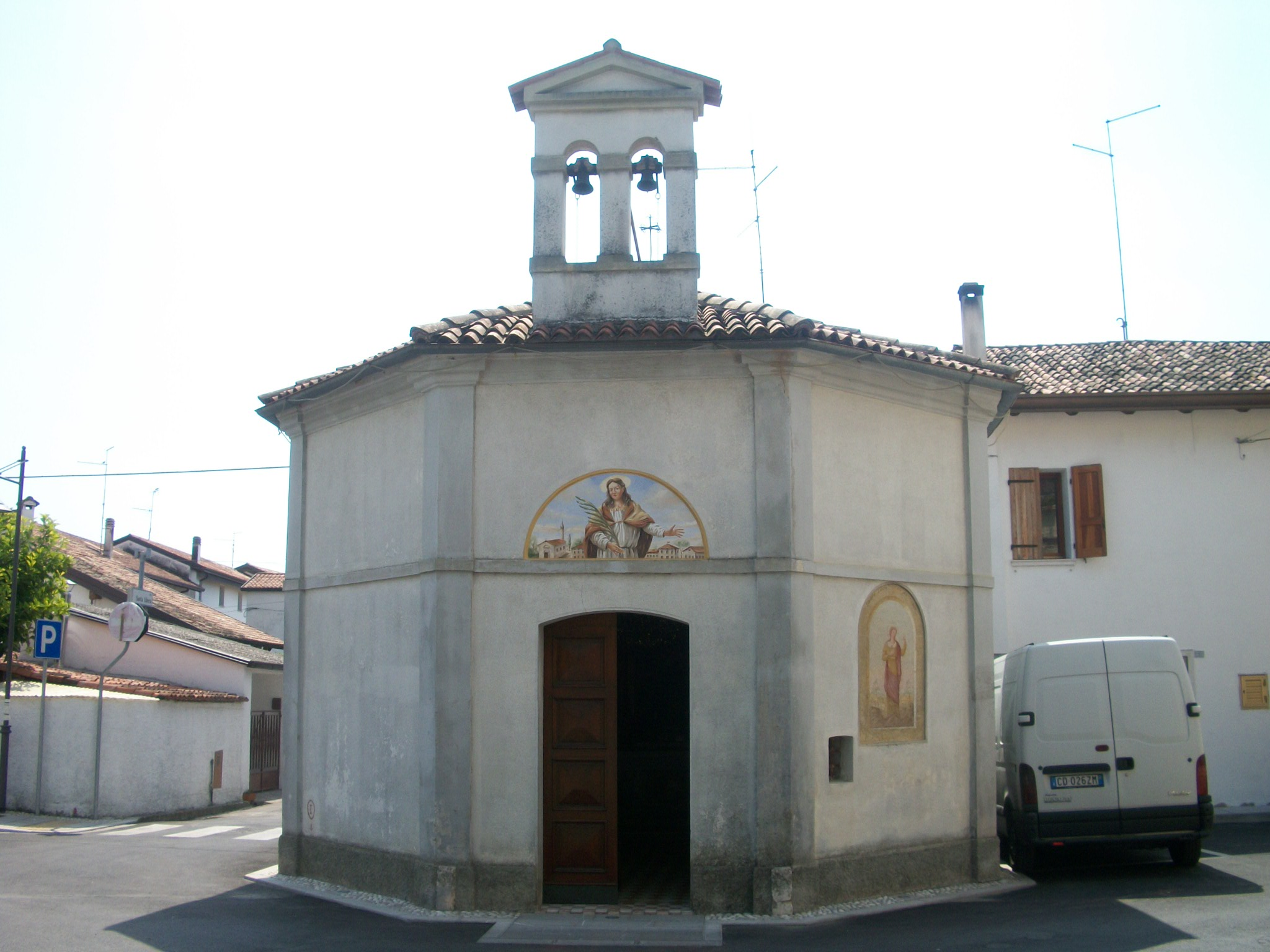
Santa libera

Affresco chiesetta

Interno chiesetta

## Monumenti e luoghi d'interesse

### L'antica ancona di Santa Sabata

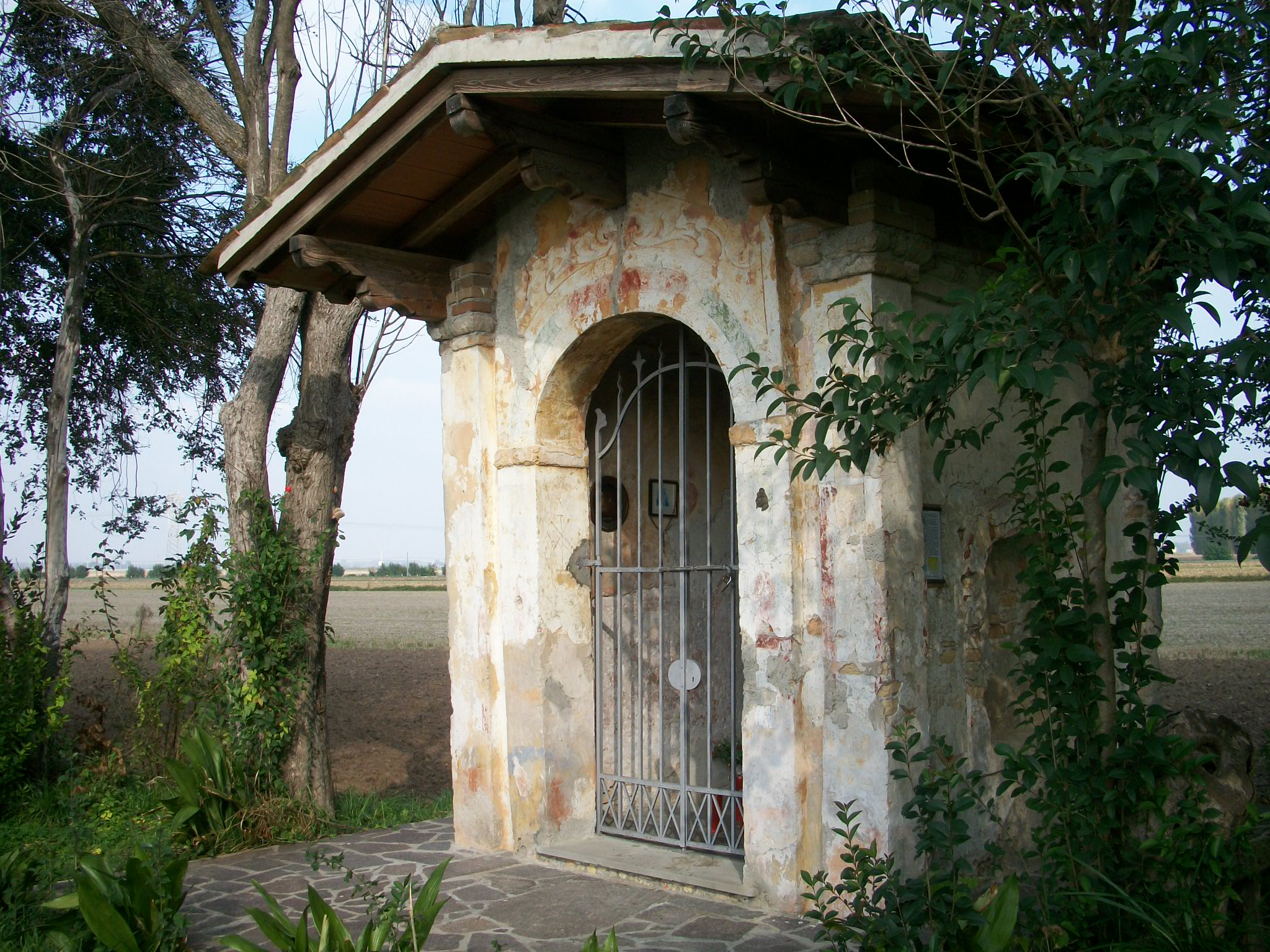
L'antica ancona di Santa Sabata

Limitrofa alla stradella alberata che costeggia il canale Spinedo, si scorge l'ancona campestre detta di Santa Sabata dedicata a Santa Maria in Sabato. Le popolazioni di Fraforeano e Ronchis da tempo immemorabile dedicano a questa ancona una particolare devozione popolare, invocando la santa in modo particolare contro le febbri. Purtroppo la collocazione campestre del monumento e la scarsa manutenzione hanno influito negativamente nell'aspetto artistico.
Gli unici dati documentati che riguardano l'ancona di Santa Sabata sono una identificazione in una mappa del territorio di Fraforeano del secolo XVIII e la processione che si svolgeva fino ai primi decenni del 1800 nella prima domenica di maggio, il cui tragitto prevedeva la partenza dalla chiesa parrocchiale di Fraforeano fino all'ancona.

### La chiesa parrocchiale
La chiesa parrocchiale di Ronchis, dedicata a sant'Andrea apostolo, venne edificata nel XVIII secolo.

### Chiesa parrocchiale di Fraforeano
La parrocchiale di Fraforeano venne edificata nella seconda metà del Settecento.

## Società

### Evoluzione demografica
Abitanti censiti

### Lingue e dialetti
A Ronchis, accanto alla lingua italiana, la popolazione utilizza la lingua friulana. Ai sensi della Deliberazione n. 2680 del 3 agosto 2001 della Giunta della Regione autonoma Friuli-Venezia Giulia, il Comune è inserito nell'ambito territoriale di tutela della lingua friulana ai fini della applicazione della legge 482/99, della legge regionale 15/96 e della legge regionale 29/2007.
La lingua friulana che si parla a Ronchis rientra fra le varianti appartenenti al friulano centro-orientale.

### Istituzioni, enti e associazioni
- Coro "Glains di Soreli"
- Associazione "Insieme ai Bambini"
- A.F.D.S. Associazione donatori di sangue
- Pro Loco Ronchis
- A.V.I.S. Donatori di Sangue
- Circolo Fotografico L'Officina
- Coro "Colori dell'Anima"

#### Gruppo alpini Ronchis
Costituito il 17 agosto 1950 ed intitolato alla memoria dell'artigliere alpino, medaglia d'argento al Valor Militare, Alcide Bidin. Sede in Parco caduti sul lavoro 1.

## Cultura

### Istruzione

#### Scuole
- Scuola primaria (elementari) "Pietro Zorutti", in corso Italia 21
- Scuola dell'infanzia (scuola materna), in corso Italia 23

### Eventi
- 1º febbraio a Ronchis: Santa Libera. Indubbiamente la storicità e la peculiarità della chiesetta dedicata alla Santa, sita al centro del paese, hanno indotto i fedeli della borgata denominata "la Vile" a festeggiare la Santa durante la giornata della sua celebrazione. La festa inizialmente si svolgeva con la celebrazione di sante messe e vesperi ed era usanza che i sacerdoti convenuti andassero a pranzo nelle famiglie della borgata. Dall'anno 1979 la festa si svolge con più solennità, a conclusione delle celebrazioni religiose le famiglie del Borgo “la Vile” si organizzano per distribuire dolciumi, pietanze tipiche, bevande, coinvolgendo l'intera comunità e dedicando il pomeriggio ai giochi popolari ai quali vi partecipano i bambini delle scuole elementari. Nel 1980 si svolse anche la corsa degli asini, denominata "palio di Santa Libera". Tale tradizione è stata tramandata di generazione in generazione fino ai giorni nostri.
- 14 febbraio a Fraforeano: San Valentin
- 15 settembre a Ronchis: Perdon da la Madone Dolorade
- 25 novembre a Fraforeano: Madonna della Salute.

## Geografia antropica

### Frazioni

#### Fraforeano

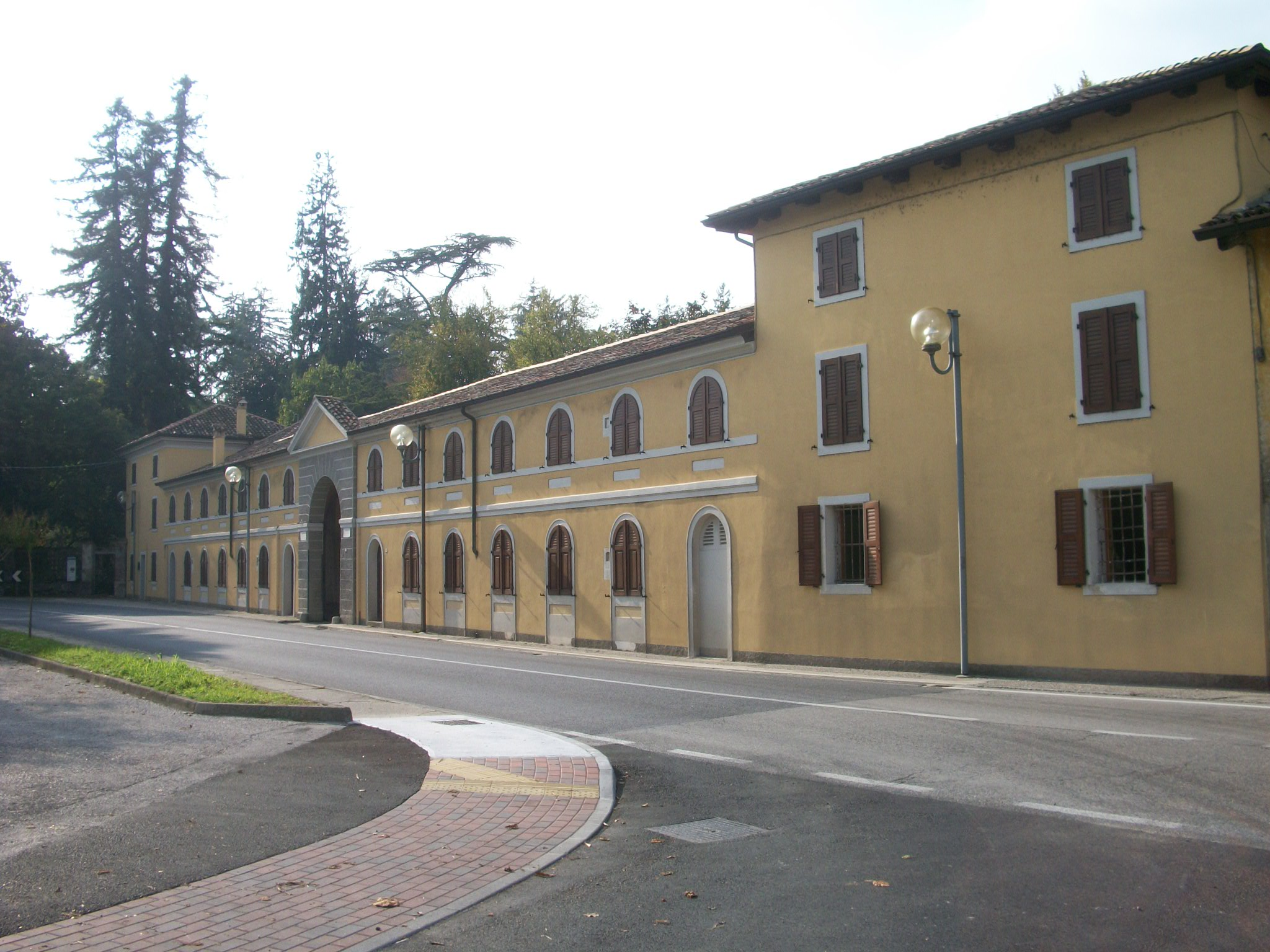
Villa De Asarta

La frazione di Fraforeano, in friulano: Frofeàn, Frofreàn.
Il nome di luogo Fraforeano, riflette il nome personale di epoca romana Furfurius.
Documentato per la prima volta il 31 maggio 1222 in un patto tra Asquino di Varmo e il patriarca di Aquileia. Il feudo di Fraforeano rimarrà alla famiglia dei di Varmo fino al 1468, quando i di Varmo per dimostrare la gratitudine verso la nobiltà veneta, vendettero il territorio di Fraforeano, con l'esclusione del mulino, al patrizio veneziano Lorenzo fu Girolamo Barbarigo.
Da questi passerà poi in proprietà a diverse famiglie nobili veneziane e venete.
Nel 1876 sarà di Carlo Luigi Herpin di Parigi e nel 1883 fu acquistato dal conte Vittorio de Asarta.
Nel 1976, le proprietà furono per la maggior parte vendute: le case furono donate dai de Asarta agli abitanti di Fraforeano, riservandosi il palazzo con il parco annesso e alcuni edifici.

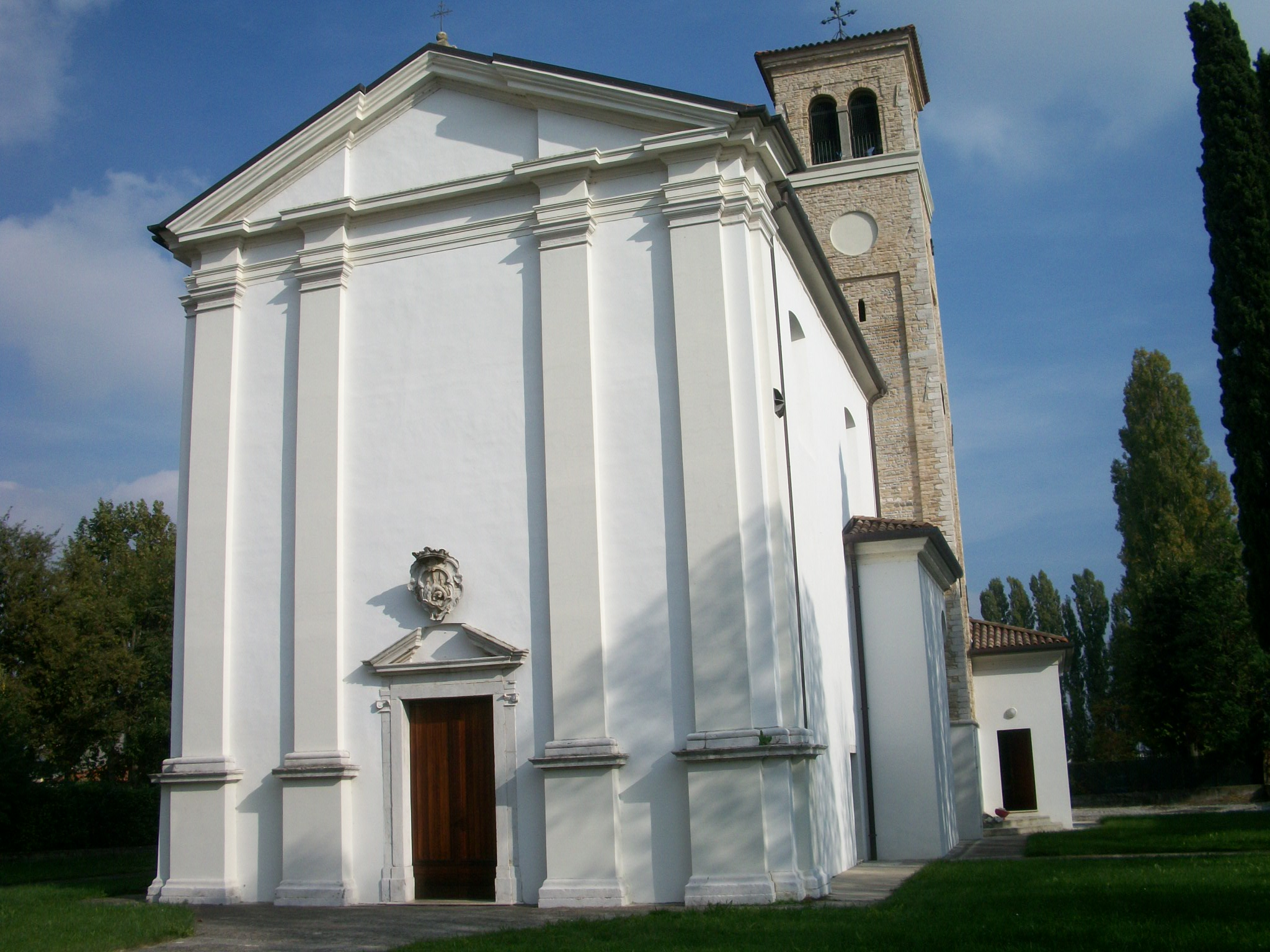
Chiesa dei SS. Fermo e Rustico martiri e Procolo vescovo

La chiesa attuale dedicata ai santi Fermo e Rustico martiri e Procolo vescovo, fu eretta nel 1782 per volere dei signori Crotta. Consacrata il 19 maggio 1796, da mons. Pietro Zorzi arcivescovo di Udine comprende tre altari dedicati rispettivamente alla Madonna della Salute, ai santi Fermo Rustico e Procolo e a san Valentino

## Sport

### Associazioni sportive
- A.S.D. U.B.F. Calcio, prima squadra di calcio.
- A.S.D. Team Sport Cars
- A.S.D. The Bevolution
- Riserva di Caccia